# Qualificazioni al campionato europeo maschile under 21 di calcio 2011 - Gruppo 5

## Classifica
| Squadra          | P.ti | G | V | N | P | F  | S  | DR  |
| ---------------- | ---- | - | - | - | - | -- | -- | --- |
| Rep. Ceca        | 22   | 8 | 7 | 1 | 0 | 25 | 4  | +21 |
| Islanda          | 16   | 8 | 5 | 1 | 2 | 29 | 11 | +18 |
| Germania         | 12   | 8 | 3 | 3 | 2 | 26 | 10 | +16 |
| Irlanda del Nord | 7    | 8 | 2 | 1 | 5 | 12 | 16 | -4  |
| San Marino       | 0    | 8 | 0 | 0 | 8 | 0  | 51 | -51 |

## Risultati
| Arbitro: | Huw Jones |

|  |           |                                                                            |
|  | Marcatori | 19’, 30’, 38’ Pekhart 28’ Hořava 45’ Valenta 48’, 69’ Dočkal 85’ Chramosta |

| Arbitro: | Euan Norris |

|  |           |                          |
|  | Marcatori | 58’ Rabušic 79’ Čelůstka |

| Arbitro: | Goran Spirkoski |

|                                                               |           |  |
| Naki 4’ Boateng 19’ Hummels 31’ Schieber 33’, 56’ Höwedes 41’ | Marcatori |  |

| Arbitro: | Thomas Vejlgaard |

|                      |           |  |
| Gecov 72’ Dockal 83’ | Marcatori |  |

| Arbitro: | Stuart Attwell |

|                      |           |                         |
| Hummels 90+2’ (rig.) | Marcatori | 21’, 70’ (rig.) Rabušic |

| Arbitro: | Tamás Bognár |

|                   |           |                                                                             |
| Magennis 58’, 76’ | Marcatori | 15’ (rig.) Vidarsson 32’ Gudmundsson 42’, 57’ Finnbogason 44’, 64’ Gislason |

| Arbitro: | Richard Trutz |

|                                                                                                 |           |  |
| Gudmundsson 4’, 40’, 86’ Eyjolfsson 24’ Gislason 25’, 75’ (rig.) Ormarsson 79’ Steindorsson 89’ | Marcatori |  |

| Arbitro: | Fritz Stuchlik |

|                               |           |            |
| Gudmundsson 56’ Josefsson 70’ | Marcatori | 80’ Lawrie |

| Arbitro: | Duarte Nuno Pereira Gomes |

|               |           |                   |
| Norwood 90+4’ | Marcatori | 89’ Choupo-Moting |

| Arbitro: | Luc Wilmes |

|  |           |                                                                              |
|  | Marcatori | 8’ Sigthorsson 15’, 31’ Sigurdsson 18’ (rig.) Vidarsson 60’, 82’ Finnbogason |

| Arbitro: | Igor Ishchenko |

|  |           | |
|  | Marcatori | 4’, 56’, 71’ (rig.) Hummels 11’ Choupo-Moting 31’ (rig.) Schwaab 33’ Badstuber 44’ Schürrle 49’ Sam 58’ Müller 69’ Sukuta-Pasu 82’ Bargfrede |

| Arbitro: | Alexandru Deaconu |

|             |           |                     |
| Norwood 82’ | Marcatori | 36’ Zeman 38’ Kozák |

| Arbitro: | Emir Aleckovic |

|  |           |                             |
|  | Marcatori | 24’, 78’ Norwood 38’ Lawrie |

| Arbitro: | Georgios Daloukas |

|                          |           |                               |
| Gebhart 10’ Schieber 50’ | Marcatori | 13’ Sigthórsson 77’ Viðarsson |

| Arbitro: | Vital Sevastsyanik |

|                                                       |           |  |
| Pekhart 3’, 14’, 40’ Kovařík 22’ Chramosta 47’ (rig.) | Marcatori |  |

| Arbitro: | Espen Berntsen |

|                                                             |           |                 |
| Bjarnason 5’ Sigurdsson 53’ Sigthórsson 54’ Finnbogason 84’ | Marcatori | 49’ Grosskreutz |

| Arbitro: | Andrea De Marco |

|             |           |               |
| Mareček 38’ | Marcatori | 72’ Kirchhoff |

| Arbitro: | Ioannis Anastasiou |

|                                                        |           |  |
| Little 4’, 85’ (rig.) McGivern 15’ (rig.) Millar 90+2’ | Marcatori |  |

| Arbitro: | Hannes Kaasik |

|                              |           |  |
| Holtby 42’, 60’ Herrmann 67’ | Marcatori |  |

| Arbitro: | Hüseyin Göçek |

|                                   |           |                 |
| Vácha 20’ Pekhart 65’ Kovařík 67’ | Marcatori | 80’ Finnbogason |